# Liuwe Tamminga
Liuwe Tamminga (Hemelum, 25 september 1953 - Bologna, 28 april 2021) was een Nederlandse organist en klavecinist, gespecialiseerd in Italiaanse oude muziek.

## Loopbaan
Liuwe Tamminga werd opgeleid aan het Stedelijk Conservatorium Groningen door onder anderen Wim van Beek en Willem Frederik Bon. Hij volgde ook masterclasses bij Olivier Messiaen, Marie-Claire Alain, Ewald Kooiman, Louis Toebosch, Gustav Leonhardt, Xavier Darasse en anderen.
Na het behalen van zijn einddiploma in 1977 studeerde hij in Parijs bij André Isoir en Jean Langlais en in Italië bij Luigi Ferdinando Tagliavini. Met de laatstgenoemde deelde hij van 1982 tot diens dood in 2017 de aanstelling van organist-titularis van de kerkorgels van de Sint-Petroniusbasiliek in Bologna. Deze historische instrumenten zijn vervaardigd door de orgelbouwers Lorenzo da Prato in 1471-1475 en Baldassarre Malamini in 1596. 
Tamminga heeft zich een internationale carrière verworven als specialist in Italiaanse renaissance- en barokmuziek. Hij trad op bij orgelfestivals als in Boston en Haarlem en gaf masterclasses aan beoefenaren van oude muziek, onder meer aan de Accademia di Musica Italiana per Organo in Pistoia. Hij heeft samengewerkt met musici als Frans Brüggen, Bruce Dickey en Sergio Vartolo en met ensembles als Concerto Palatino en Odhecaton. In 1990 bespeelde hij het orgel bij de wereldpremières van Beatus Petronius en Statuit ei Dominus van Arvo Pärt in de Sint Petroniusbasiliek. Bij de uitvaart van prins Claus op 15 oktober 2002 speelde Tamminga op het Bätz-orgel in de Nieuwe Kerk in Delft.
Hij heeft in de vergetelheid geraakte 16e-eeuwse componisten als Fiorenzo Maschera, Marco Antonio Cavazzoni, Giulio Segni en Jacques Buus weer bekend gemaakt en hun werk uitgegeven. Hij heeft vele cd-opnamen gemaakt, meestal op Italiaanse orgels, van werken van onder anderen Andrea en Giovanni Gabrieli, Palestrina, Giovanni de Macque, Girolamo Frescobaldi, Marco Antonio Cavazzoni, Wolfgang Amadeus Mozart en Giacomo Puccini. Van laatstgenoemde componist verzorgde hij in 2008 en 2017 cd-premières van een aantal teruggevonden orgelwerken.  
Liuwe Tamminga was ook conservator van de Collezione Tagliavini in het San Colombano Museum in Bologna, een door Luigi Ferdinando Tagliavini bijeengebrachte en in 2010 opengestelde verzameling van 70 historische toetsinstrumenten.
Tamminga overleed plotseling in april 2021.

## Prijzen en onderscheidingen
- 1979 Premier Prix d’interprétation, Conservatoire d’Orsay, Frankrijk
- 1980 Eerste prijs bij het Nationaal orgelinprovisatieconcours Bolsward, Nederland
- 1981 Second Prix d’improvisation, Conservatoire d’Orsay, Frankrijk
- 1982 Prix d’excellence, Stedelijk Conservatorium, Groningen
- 1991 Choc de la musique, Premio Internazionale Antonio Vivaldi van de Fondazione Cini in Venetië
- 1997 Choc de la musique
- 2003 Gouden medaille Madonna della Porticella, Miglionico (Basilicata),
- 2005 Preis der Deutschen Schallplattenkritik
- 2006 Preis der Deutschen Schallplattenkritik

## Publicaties
- Orgellitteratuur bij het Liedboek voor de Kerken, Bosch & van Keuning, 1983
- Italienische Meister um 1600: 5 Stücke für zwei Orgeln, Doblinger, 1988
- Musica Nova Ricercari (Venezia 1540), Andromeda, 2001
- Giovanni de Macque Opere per tastiera – Vol. I Capricci-Stravaganze-Canzoni etc., Andromeda, 2002
- Giovanni Pierluigi da Palestrina Ricercari sugli otto toni, Thesaurum absconditum, Andromeda, 2003
- Jacques Buus Intabolatura d’Organo di Ricercari (Venezia 1549), Arnaldo Forni, 2004
- Marco Antonio Cavazzoni Recerchari Motetti Canzoni (Venezia 1523), Il Levante Libreria, 2008